# 六本木ファーストビル
六本木ファーストビル（ろっぽんぎファーストビル）は、東京都港区に建つ高層オフィスビルである。

## 概要
東京都港区六本木1丁目の公務員宿舎跡地に建設され、1993年（平成5年）10月に竣工した。
竣工後2016年10月までの間、地下1階に多目的ホールである「ラフォーレミュージアム六本木」を設置していた。
竣工後から長きにわたって独ダイムラー社およびその前身企業の日本法人（メルセデス・ベンツ日本株式会社など）が多フロアを賃借し、ビル最上部に同社のブランド「メルセデス・ベンツ」のエンブレムであるスリーポインテッド・スターを掲げるなど当ビルの顔となっていたが、2016年10月に移転により退去。2019年現在では原子力規制委員会が最大テナントとなっており、厳しい警備体制が取られているが、同委員会も2020年度をめどに移転・退去が計画されている。
隣の高層マンション、六本木ビュータワーや、六本木ファーストプラザなどの管理も行なっている。

## テナント
16F
- GCMインベストメンツ

14F
- 株式会社ショーケース
- コグニロボ株式会社

12F/11F
- 一般財団法人日本情報経済社会推進協会

2-9F/13F
- 原子力規制委員会